# Kepler-403d
Kepler-403d es un planeta extrasolar que forma parte de un sistema planetario formado por al menos tres planetas. Orbita la estrella denominada Kepler-403. Fue descubierto en el año 2016 por la sonda Kepler por medio de tránsito astronómico.